# Flughafen Maceió

i8
i11
i13
Der Flughafen Maceió (portugiesisch: Aeroporto Internacional de Maceió - Zumbi dos Palmares; IATA-Code: MCZ, ICAO-Code: SBMO) ist ein öffentlicher Flughafen, 21 km von Maceió im brasilianischen Bundesstaat Alagoas entfernt.

## Flughafendaten
Der Flughafen hat eine Asphaltpiste mit 2601 m Länge und 45 m Breite. Er liegt auf einer Seehöhe von 118 m. Die Gesamtfläche des Flughafens beträgt 482 ha.  Das Passagierterminal hat eine Fläche von 18.900 m² und wird derzeit (2023) auf 19.500 m² erweitert. Die Passagierkapazität beträgt 5,3 Mio. pro Jahr.

## Geschichte
Der erste Flughafen im Bundesstaat Alagoas erhielt Wasserflugzeuge von den Unternehmen Pan American Airways, Panair do Brasil und Condor Syndikat und befand sich im Jahr 1928 in Lagoa do Norte, an der Küste von Alagoas das aufgrund seiner Ausdehnung, natürlichen Bedingungen und seines Klimas am besten für Wasserflugzeuge geeignet war.
Um den Anforderungen des Flugzeugtyps Douglas DC-3 gerecht zu werden, der dann von nationalen Unternehmen eingesetzt wurde, wurde der erste Flugplatz Maceió gebaut. Mit einem staatlichen Dekret vom Juni 1927 wurde der Société Franco-Sud-Américaine de Travaux Publics eine Fläche von einhundert Hektar freiem Land im Tabuleiro do Pinto für den Bau eines Flugplatzes gewährt. Vor Abschluss der Arbeiten begann die Compagnie Générale Aéropostale, der Nachfolger von Latecoere do Brasil, den nationalen und internationalen Flugdienst mit Uruguay und Argentinien zu betreiben. Der Flugplatz wurde am 14. Oktober 1928 mit einer Kapazität für sechs Flugzeuge eingeweiht. Es hatte einen Radiosender, eine mechanische Werkstatt und andere Einrichtungen und hieß zu Ehren des Gouverneurs von Alagoas Costa Rêgo.
Im Jahr 1951 wurde der Flughafen Maceió zu Ehren eines der berühmtesten Quilombos. Der Name bezieht sich auf den Helden von Quilombo dos Palmares, bekannt als Zumbi.
Bis zum 3. Februar 1975 unterstand der Flughafen dem 2. Regionalen Luftkommandos, das dann an die Infraero-Administration übergeben wurde. Im Jahre 1976 wurde am internationalen Flughafen Maceió das Load Logistics Terminal - Teak eingeweiht.
Am 16. September 2005 wurde das neue Passagierterminal und die erweiterte Landebahn eröffnet, die von 2200 auf 2601 m verlängert wurde.
Nach den von ANAC festgelegten Fristen ist in der fünften Preisrunde für den Flughafenbetrieb seit dem 13. Februar 2020 das spanische Infrastrukturunternehmen Aena verantwortlich, den Betrieb des Flughafens Maceió-Zumbi dos Palmares zu verwalten.

## Flugbetrieb
Im Jahre 2021 wurden 2,248.826 Passagiere transportiert.
LATAM Airlines Brasil, Azul Linhas Aéreas, und Gol Linhas Aéreas sind die wichtigsten Fluggesellschaften, ⁣⁣die den Flughafen bedienen. Im Jahre 2018 gab es 18.548 Flugbewegungen.